# Трглик, Отакар
Отакар Трглик (чеш. Otakar Trhlík; 19 января 1922, Брно — 26 августа 2005, там же) — чешский дирижёр.
Окончил Музыкальную академию в Брно как дирижёр и композитор, затем учился в Пражской консерватории. В 1946—1948 гг. ассистент Вацлава Талиха в Чешском камерном оркестре. В 1948—1962 гг. работал в оркестре Остравского городского театра. С 1962 г. руководил Симфоническим оркестром Словацкого радио. В 1968—1986 гг. возглавлял Филармонический оркестр Остравы. В 1995—1997 гг. главный дирижёр Филармонического оркестра Брно.